# San Cayetano, Abasolo
San Cayetano är en ort i Mexiko.   Den ligger i kommunen Abasolo och delstaten Guanajuato, i den centrala delen av landet, 270 km väster om huvudstaden Mexico City. San Cayetano ligger 1 690 meter över havet och antalet invånare är 140.
Terrängen runt San Cayetano är platt åt nordväst, men åt sydost är den kuperad. Runt San Cayetano är det ganska tätbefolkat, med 120 invånare per kvadratkilometer. Närmaste större samhälle är Abasolo, 4,0 km söder om San Cayetano. Trakten runt San Cayetano består till största delen av jordbruksmark.